# Cincinnati Bengals 1978
La stagione 1978 dei Cincinnati Bengals è stata la nona della franchigia nella National Football League, l'11ª complessiva. Ken Anderson saltò le prime quattro partite per una frattura alla mano destra e Homer Rice sostituì Bill Johnson come capo-allenatore dopo che i Bengals persero tutte le prime cinque partite. La squadra scese a record di 0–8 e 1–12 prima di vincere tutte le ultime tre gare. Nell’ultimo turno Cincinnati batté Cleveland, 48–16, stabilendo i record della serie per punti e margine di vittoria.

## Roster
| Roster dei Cincinnati Bengals nel 1978 |
| --- |
| Quarterback - 14 Ken Anderson - 16 Rob Hertel - 11 John Reaves Running Back - 42 Boobie Clark FB - 35 Tony Davis FB - 36 Lenvil Elliott - 45 Archie Griffin - 46 Pete Johnson FB - 22 Deacon Turner Wide Receiver - 84 Don Bass - 82 Billy Brooks - 85 Isaac Curtis - 83 Dennis Law PR Tight End - 81 Jim Corbett - 88 Rick Walker Offensive Linemen - 74 Glenn Bujnoch G - 58 Blair Bush C - 66 Mark Donahue G - 76 Vernon Holland T - 72 Ron Hunt T - 54 Bob Johnson C - 62 Dave Lapham G - 71 Rufus Mayes T - 77 Mike Wilson T Defensive Linemen - 79 Ross Browner DE - 67 Gary Burley DE - 73 Eddie Edwards DT - 68 Dave Pureifory DE - 78 Ted Vincent DT - 75 Wilson Whitley DT Linebacker - 50 Glenn Cameron OLB - 51 Chris Devlin OLB - 56 Tom DePaso OLB - 52 Tom Dinkel OLB - 53 Bo Harris OLB - 55 Jim LeClair MLB - 59 Ray Phillips OLB - 51 Tom Ruud OLB - 59 Ron Shumon MLB - 57 Reggie Williams OLB Defensive Back - 34 Louis Breeden CB - 24 Marvin Cobb SS - 44 Ray Griffin CB/KR - 30 Dick Jauron S - 21 Melvin Morgan CB - 32 Scott Perry FS - 13 Ken Riley CB Special Team - 10 Chris Bahr K - 87 Pat McInally P |
| Legenda - I rookie sono in corsivo. - Il primo ruolo è il principale mentre gli eventuali successivi indicano i ruoli secondari. - (IR) sta per Injured Reserve ed indica la lista ristretta per un solo giocatore infortunato che può tornare ad allenarsi dopo la settimana 6 e a rientrare in prima squadra dopo che questa ha giocato 8 partite. - (NF-Inj.) / (NF-Ill.) stanno rispettivamente per Non-Football Injured e Non-Football Illness ed indicano le liste dove viene inserito un giocatore che ha un infortunio o una malattia non dipendente dal football americano. - (PUP) sta per Physically Unable to Perform ed indica la lista dove viene inserito un giocatore mentre è in attesa di recuperare la condizione fisica. Nella stagione regolare dopo la sesta partita giocata dalla propria squadra, il giocatore ha tempo tre settimane per riprendere ad allenarsi, più tre settimane aggiuntive dal suo rientro agli allenamenti per rientrare in prima squadra. |

## Calendario
| Stagione regolare |              |                        |               |        |                               |         |
| Turno             | Data         | Avversario             | Risultato     | Record | Stadio                        | Sintesi |
| 1                 | 3 settembre  | Kansas City Chiefs     | S 23–24       | 0–1    | Riverfront Stadium            | Recap   |
| 2                 | 10 settembre | at Cleveland Browns    | S 10–13 (dts) | 0–2    | Cleveland Stadium             | Recap   |
| 3                 | 17 settembre | Pittsburgh Steelers    | S 3–28        | 0–3    | Riverfront Stadium            | Recap   |
| 4                 | 24 settembre | New Orleans Saints     | S 18–20       | 0–4    | Riverfront Stadium            | Recap   |
| 5                 | 1 ottobre    | at San Francisco 49ers | S 12–28       | 0–5    | Candlestick Park              | Recap   |
| 6                 | 9 ottobre    | at Miami Dolphins      | S 0–21        | 0–6    | Miami Orange Bowl             | Recap   |
| 7                 | 15 ottobre   | New England Patriots   | S 3–10        | 0–7    | Riverfront Stadium            | Recap   |
| 8                 | 22 ottobre   | at Buffalo Bills       | S 0–5         | 0–8    | Rich Stadium                  | Recap   |
| 9                 | 29 ottobre   | Houston Oilers         | V 28–13       | 1–8    | Riverfront Stadium            | Recap   |
| 10                | 5 novembre   | at San Diego Chargers  | S 13–22       | 1–9    | San Diego Stadium             | Recap   |
| 11                | 13 novembre  | Oakland Raiders        | S 21–34       | 1–10   | Riverfront Stadium            | Recap   |
| 12                | 19 novembre  | at Pittsburgh Steelers | S 6–7         | 1–11   | Three Rivers Stadium          | Recap   |
| 13                | 26 novembre  | at Houston Oilers      | S 10–17       | 1–12   | Astrodome                     | Recap   |
| 14                | 3 dicembre   | Atlanta Falcons        | V 37–7        | 2–12   | Riverfront Stadium            | Recap   |
| 15                | 11 dicembre  | at Los Angeles Rams    | V 20–19       | 3–12   | Los Angeles Memorial Coliseum | Recap   |
| 16                | 17 dicembre  | Cleveland Browns       | V 48–16       | 4–12   | Riverfront Stadium            | Recap   |

Note
- Gli avversari della propria division sono in grassetto.

## Classifiche
| AFC Central Division   |    |    |   |      |     |      |     |     |     |
|                        | V  | S  | P | %    | DIV | CONF | PF  | PS  | STR |
| Pittsburgh Steelers(1) | 14 | 2  | 0 | .875 | 5–1 | 11–1 | 356 | 195 | V5  |
| Houston Oilers(5)      | 10 | 6  | 0 | .625 | 4–2 | 8–4  | 283 | 298 | S1  |
| Cleveland Browns       | 8  | 8  | 0 | .500 | 1–5 | 4–8  | 334 | 356 | S1  |
| Cincinnati Bengals     | 4  | 12 | 0 | .250 | 2–4 | 2–10 | 252 | 284 | V3  |